# Area micropolitana di Pierre

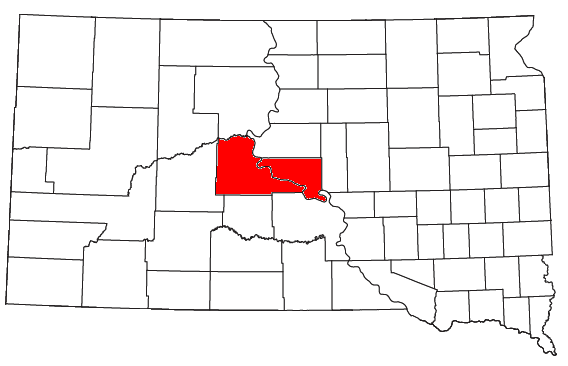
La mappa del Dakota del Sud, in rosso l'area micropolitana di Pierre

L'area micropolitana di Pierre, come viene definito dallo United States Census Bureau, è un'area che comprende due contee del Dakota del Sud, con "capoluogo" la città di Pierre. Al censimento del 2000, l'area micropolitana possedeva una popolazione di 19 253 abitanti (anche se una stima del 1º luglio 2009 sono 19 761 abitanti).

## Contee
- Hughes
- Stanley

## Comunità
- City
  - Blunt
  - Fort Pierre
  - Pierre (città principale)

- Town
  - Harrold

- Comunità non incorporate
  - Canning
  - Hayes

## Società

### Evoluzione demografica
Secondo il censimento del 2000, c'erano 19 253 persone.

### Etnie e minoranze straniere
Secondo il censimento del 2000, la composizione etnica dell'area micropolitana era formata dall'89,51% di bianchi, lo 0,19% di afroamericani, l'8,15% di nativi americani, lo 0,38% di asiatici, lo 0,02% di oceanici, lo 0,29% di altre razze, e l'1,46% di due o più etnie. Ispanici o latinos di qualunque razza erano l'1,11% della popolazione.